# Cantón de Mareuil
El cantón de Mareuil era una división administrativa francesa, que estaba situada en el departamento de Dordoña y la región de Aquitania.

## Composición
El cantón estaba formado por catorce comunas:
- Beaussac
- Champeaux-et-la-Chapelle-Pommier
- La Rochebeaucourt-et-Argentine
- Les Graulges
- Léguillac-de-Cercles
- Mareuil
- Monsec
- Puyrenier
- Rudeau-Ladosse
- Saint-Crépin-de-Richemont
- Sainte-Croix-de-Mareuil
- Saint-Félix-de-Bourdeilles
- Saint-Sulpice-de-Mareuil
- Vieux-Mareuil

## Supresión del cantón de Mareuil
En aplicación del Decreto n.º 2014-218 de 21 de febrero de 2014, el cantón de Mareuil fue suprimido el 22 de marzo de 2015 y sus 14 comunas pasaron a formar parte del nuevo cantón de Brantôme.